# جهانبخش (هامون)
جهانبخش، روستایی در دهستان کوه خواجه بخش تیمورآباد شهرستان هامون در استان سیستان و بلوچستان ایران است.

## جمعیت
بر پایه سرشماری عمومی نفوس و مسکن در سال ۱۳۹۵، جمعیت این روستا برابر با ۱۵ نفر (۶ خانوار) بوده‌است.